# Omloop Het Volk 1953
L'Omloop Het Volk 1953 va ser la novena edició de l'Omloop Het Volk. La cursa es va disputar el 8 de març de 1953 amb inici i final a Gant. El vencedor fou Ernest Sterckx.

## Classificació general
| Posició | Ciclista                  | Temps      |
| ------- | ------------------------- | ---------- |
| 1       | Ernest Sterckx (BEL)      | 6h 07' 00" |
| 2       | Maurice Mollin (BEL)      | + 0"       |
| 3       | Marcel Ryckaert (BEL)     | + 0"       |
| 4       | Claude Rouer (FRA)        | + 0"       |
| 5       | Gerard Buyl (BEL)         | + 0"       |
| 6       | Henri van Kerckhove (BEL) | + 0"       |
| 7       | Valentin Petry (FRG)      | + 0"       |
| 8       | Alfons Vandenbrande (BEL) | + 0"       |
| 9       | René Mertens (BEL)        | + 0"       |
| 10      | Edward Peeters (BEL)      | + 0"       |